# قصيرات الصدر
قصيرات الصدر (الاسم العلمي:†Brachythoraci) هي رتيبة منقرضة من الفقاريات تتبع رتبة مفصليات الرقبة من طائفة لوحيات الأدمة.

## التصنيف
- قصيرات الصدر الحقيقية
  - عظميات الشكل السميكة
    - عظميات دانكل وأشباهها
      - عظميات دانكل
        - عظمية دانكل